# Parasite Eve Original Soundtrack
Parasite Eve Original Soundtrack (パラサイト・イヴ サントラ?, Parasaito Ivu santora) è la colonna sonora del videogioco Parasite Eve, realizzata da Yōko Shimomura.

## Tracce
CD1
1. Primal Eyes - 2:21
2. Waiting for Something Awakens - 1:12
3. Overture [from opera "La mia verità"] - 2:16
4. Se il mio amore sta vicino [Vocalise] -Eva's Aria- - 2:06
5. Memory I - 0:35
6. Gloom and Doom - 2:41
7. Theme of Mitochondoria - 1:39
8. Sotto Voce - 2:07
9. Arise within You - 2:05
10. Main Theme [Piano Solo Version] - 2:07
11. The Surface of the Water - 2:02
12. Memorize of "Aya and Eve - 1:37
13. Out of Phase - 4:02
14. Urban Noise - 1:52
15. Mystery Notes - 1:01
16. Influence of Deep - 3:03
17. Phrase of Aya - 1:14
18. Phrase of Mitochondoria - 0:42
19. Theme of Aya - 1:34
20. Under the Progress - 3:07
21. Plosive Attack - 2:19
22. Missing Perspective - 3:40
23. Memory II - 1:09
24. Force Trail - 1:42
25. Phrase of Eve - 3:07
26. Memory III - 1:14

CD2
1. Matrix - 2:44
2. The Omission of the World - 2:32
3. Wheel of Fortune - 3:31
4. Kyrie - 2:43
5. Across the View - 1:51
6. Femmes Fatales - 4:42
7. A Piece of Remain - 1:20
8. Musica Mundana - 2:13
9. U.B. - 4:52
10. Escape from U.B. - 0:54
11. Main Theme - 1:49
12. Theme of Aya [Reprise] - 1:14
13. I Hear a Voice Asking Me to Awaken - 1:54
14. Somnia Memorias - 5:58
15. Consensus - 1:56
16. Someone calls me... Someone looks for me... - 1:46
17. Main Theme [Orchestral Version] - 7:53
18. Influence of Deep -CM Version- - 2:43
19. Se il mio amore sta vicino -CM Version- - 2:05